# Goji

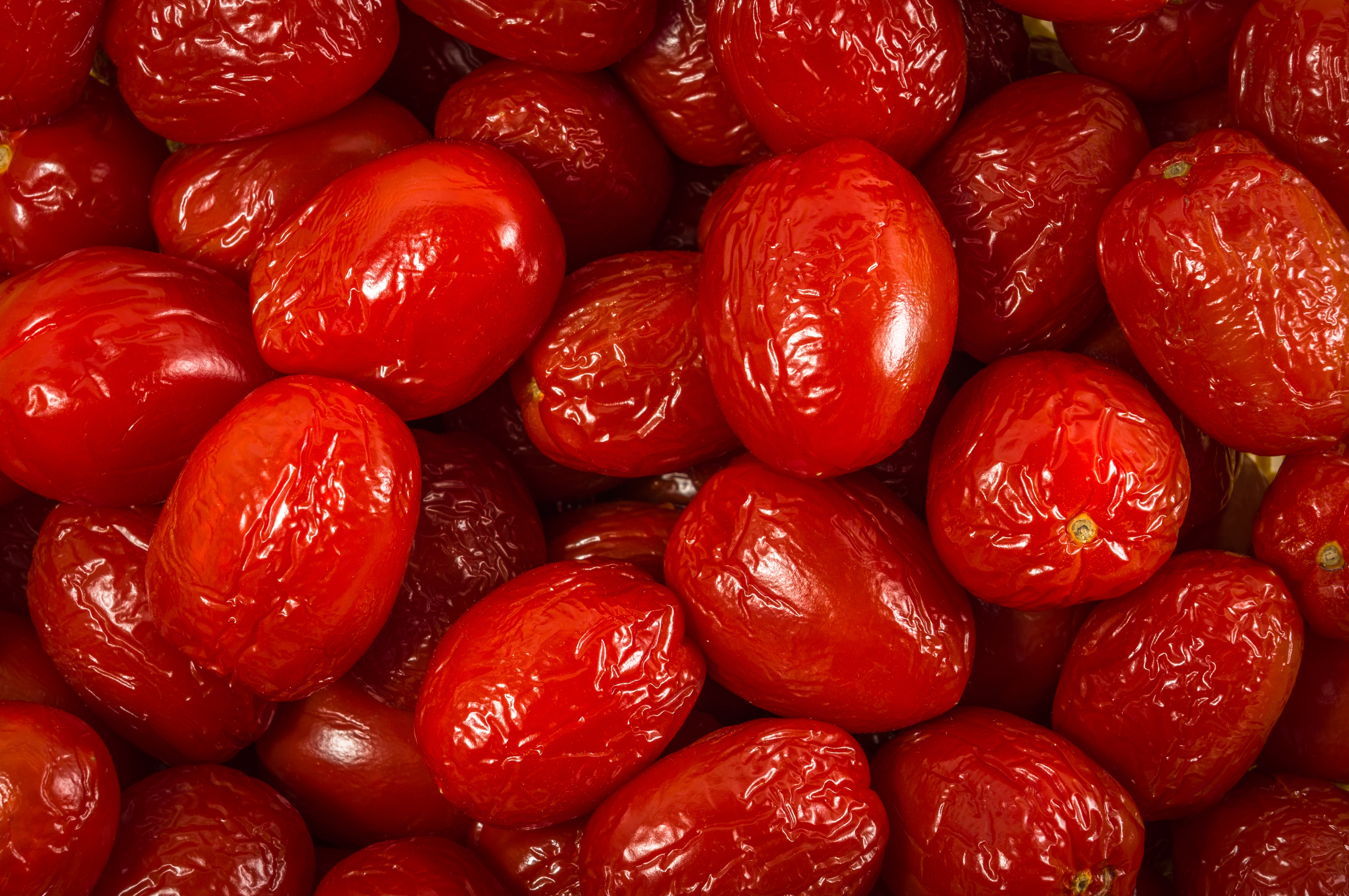
Goji

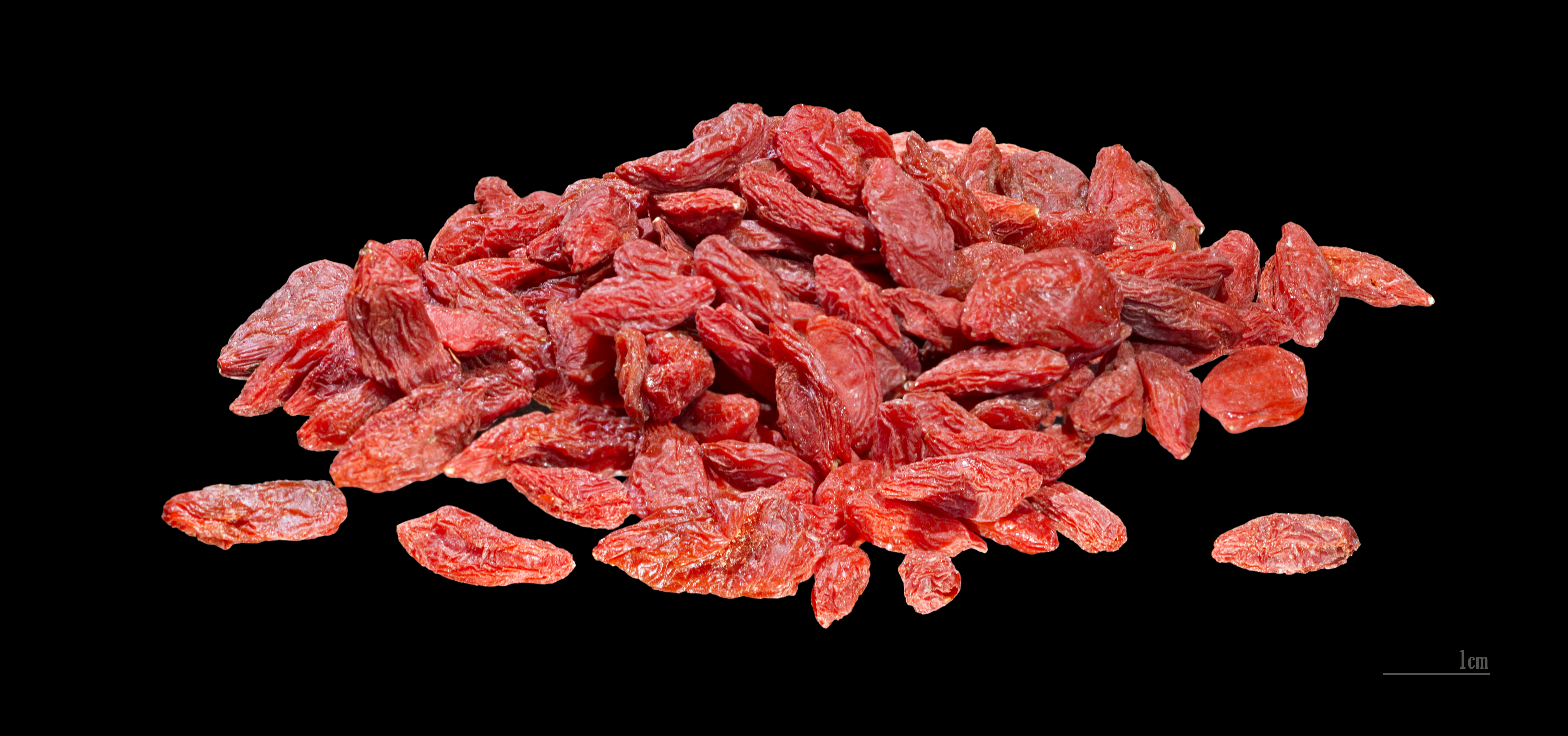
Suszone owoce goji

Goji, jagody goji (chiń. 枸杞 gǒuqǐ; ang. goji berry, wolfberry; MAF: kɤʊtɕʰi) – handlowa nazwa owoców kolcowoju chińskiego (Lycium chinense) albo kolcowoju pospolitego, k. szkarłatnego (Lycium barbarum). W handlu zazwyczaj spotyka się owoce suszone.

## Działanie zdrowotne
Jagody goji w ofercie handlowej bywają nazywane superowocem lub superfood. Stanowić mają istotne źródło 18 aminokwasów; witamin B1, B2, B6, E, C; makroelementów (selen, cynk, wapń, żelazo) oraz innych składników o działaniu prozdrowotnym, jak zeaksantyna czy fizalina.
Jagodom goji przypisywany jest pozytywny wpływ na ludzki organizm, m.in. mają one:
- obniżać ciśnienie krwi
- pomagać w profilaktyce chorób nowotworowych oraz spowalniają tempo ich rozwoju
- obniżać poziom cholesterolu
- obniżać poziom cukru we krwi
- poprawiać jakość snu
- wpływać na wzrost ilości białych krwinek
- łagodzić objawy menopauzy
- działać pozytywnie na libido i sprawność seksualną.

Podobnie jak w przypadku wielu innych wprowadzanych na rynek nowatorskich produktów spożywczych i suplementów deklarujących działanie prozdrowotne, brak na to dowodów klinicznych. Co więcej – ze względu na niską kontrolę jakości wytwarzania produktów nie zaleca się stosowania jagód goji w celach klinicznych.

## Badania naukowe
Ze względu na liczne efekty zdrowotne deklarowane przez medycynę ludową, przeprowadzone zostały liczne badania podstawowe mające na celu określenie potencjalnych zastosowań medycznych substancji występujących w owocach. Szczegółowo przeanalizowany został skład owoców, nasion, korzeni oraz innych części rośliny, a wyciągi poddawane są badaniom in vitro oraz in vivo. Jednakże, do 2018 r. nie została potwierdzona skuteczność kliniczna takich wyciągów.